# Buttes
Buttes je bývalá samostatná obec v kantonu Neuchâtel na západě Švýcarska. Žije zde asi 600 obyvatel. 
Dříve samostatná obec vytvořila k 1. lednu 2009 společně s obcemi Boveresse, Couvet, Fleurier, Les Bayards, Môtiers, Noiraigue, Saint-Sulpice a Travers novou obec Val-de-Travers.

## Geografie
Buttes leží v nadmořské výšce 770 m, vzdušnou čarou 31 km západojihozápadně od hlavního města kantonu, Neuchâtelu. Vesnice se rozkládá v údolí stejnojmenného potoka Buttes, které geograficky patří do údolí Val de Travers na jihozápadě Neuchâtelského Jury.
Území bývalé obce o rozloze 18,2 km² zahrnuje údolí Vallon du Buttes, které je odvodňováno potokem Buttes do řeky Areuse. Dolní část tohoto údolí má ploché dno široké asi 700 metrů, zatímco horní část je zaříznuta hluboko do výšin Jury. Na jihu se území obce rozkládalo na hustě zalesněném svahu až k antiklinále Chasseron. Jižní hranice probíhala přes hřeben Roches Blanches (1470 m n. m., nejvyšší bod Buttes), Crêt de la Neige (1457 m n. m.; nezaměňovat s nejvyšší horou Jury stejného jména) a Crêt des Lisières. Na severu zasahuje území obce do široké antiklinály Montagne de Buttes (1245 m n. m.). Zde se nacházejí rozsáhlé jurské vysokohorské pastviny s typickými mohutnými smrky, které zde stojí buď jednotlivě, nebo ve skupinách. V roce 1997 pokrývala 4 % území obce zastavěná plocha, 60 % lesy a lesní porosty, 35 % zemědělství a necelé 1 % neproduktivní půda.
K Buttes patřila vesnice Mont de Buttes (1056 m n. m.) na ostrohu na jižním svahu Montagne de Buttes a četné zemědělské osady a jednotlivé farmy na Montagne de Buttes. Sousedními obcemi Buttes byly La Côte-aux-Fées, Les Verrières, Les Bayards, Saint-Sulpice a Fleurier v kantonu Neuchâtel a Fontaines-sur-Grandson a Fiez v kantonu Vaud.

## Historie

Letecký pohled (1950)

První písemná zmínka o obci pochází z doby kolem roku 1300 a nese název Boutes. Vesnice byla přepřahací stanicí pro koně na bývalé solné cestě Vy Saulnier, která vedla z Francie přes Juru do Neuchâtelu. Buttes zpočátku patřilo převorství Saint-Pierre v Môtiers, od 14. století až do roku 1848 pak spadalo pod jurisdikci kastelána z Val-de-Travers. V této době mělo nad oblastí svrchovanou moc hrabství Neuchâtel. Od roku 1648 byl Neuchâtel knížectvím a od roku 1707 byl personální unií připojen k Pruskému království. V roce 1806 bylo území postoupeno Napoleonovi a v roce 1815 se v rámci Vídeňského kongresu stalo součástí Švýcarské konfederace, přičemž pruští králové zůstali až do roku 1848 (formálně do Neuchâtelské smlouvy z roku 1857) také knížaty Neuchâtelu.

## Obyvatelstvo
90,7 % obyvatel hovoří francouzsky, 3,3 % portugalsky a 3,0 % německy (stav v roce 2000). Počet obyvatel Buttes se postupně zvyšoval až do roku 1870 (1436 obyvatel). Od roku 1900 do roku 1990 (594 obyvatel) klesl o více než polovinu, ale od té doby opět dochází k mírnému nárůstu.

## Hospodářství
Buttes bylo dlouhou dobu vesnicí, která se vyznačovala především zemědělstvím. V 18. století se v obci (později v lokalitě La Presta) těžila část asfaltu, který zde objevil Němec Jost. Do roku 1862 zde byla provozována cihelna, poté se zde postupně etabloval hodinářský průmysl. Poslední hodinářská továrna byla uzavřena v roce 1991. Dnes jsou zde pracovní místa ve strojírenských dílnách a v místních drobných podnicích. Důležité je stále také zemědělství s chovem dobytka a produkcí mléka a lesnictví. Mnoho pracujících také dojíždí za prací do větších sídel v údolí Val de Travers nebo do Neuchâtelu.

## Doprava

Železniční stanice Buttes (1983)

Bývalá obec má dobré dopravní spojení. Nachází se na hlavní silnici z Fleurier do Sainte-Croix. Železniční trať z Fleurier do Buttes, patřící železniční společnosti RVT, byla otevřena 11. září 1886. Ze stanice Buttes jezdí poštovní autobusová linka do La Côte-aux-Fées a částečně do Sainte-Croix. Lanovka vede na terasu Petite Robella, kde jsou v zimě v provozu lyžařské vleky.